# 丁楷
丁楷（1467年—？），字汝正，直隶安庆府怀宁县人，匠籍，明朝政治人物。

## 生平
弘治八年（1495年）乙卯科應天府鄉試第九十二名舉人。弘治十二年（1499年）中式己未科會試第五十一名，三甲第一百二十名進士。授江西金溪知县，正德五年（1510年）三月选授湖广道试監察御史，八年巡按湖广，十年巡按广东，卒于官。

## 家族
曾祖丁元亨；祖丁涧，承事郎；父丁僖。母危氏。重庆下。弟楫、柷、栝。